# احضار (فیلم ۲۰۱۳)
احضار (به انگلیسی: The Conjuring) یک فیلم فراطبیعی ترسناک آمریکایی محصول سال ۲۰۱۳ به کارگردانی جیمز وان و نویسندگی چاد هیز و کری دبلیو هیز است. این فیلم افتتاحیه‌ای بر فرانچایز دنیای سینمایی احضار است. پاتریک ویلسون و ورا فارمیگا در نقش‌های اد و لورین وارن، محققان ماوراء الطبیعه و نویسندگانی که با موارد برجسته فراطبیعی مرتبط هستند، بازی می‌کنند. گزارش‌های ظاهراً واقعی آن‌ها الهام‌بخش داستان و فرانچایز فیلم ترسناک وحشت در آمیتی‌ویل بود. خانواده وارن به کمک خانواده پرون می‌آیند، خانواده‌ای که در سال ۱۹۷۱ حوادث ناگوار نگران کننده‌ای را در خانه مزرعه خود در رود آیلند تجربه کردند.
توسعه فیلم در ژانویه ۲۰۱۲ آغاز شد و گزارش‌ها تأیید کردند که جیمز وان کارگردانی فیلمی دربارهٔ زندگی اد و لورین وارن، زوج متأهلی که در مورد رویدادهای ماوراء الطبیعه تحقیق می‌کردند، را برعهده گرفته‌است. پاتریک ویلسون در دومین همکاری خود با وان، در کنار ورا فارمیگا در نقش‌های اصلی اد و لورین بازی می‌کنند. تولید در ویلمینگتن، کارولینای شمالی، در فوریه ۲۰۱۲ آغاز شد و صحنه‌ها به ترتیب زمانی فیلمبرداری شدند.
احضار در ۱۹ ژوئیه ۲۰۱۳ توسط برادران وارنر و نیو لاین سینما در ایالات متحده و کانادا منتشر شد. این فیلم نقدهای مثبتی از منتقدان دریافت کرد که اجراها، کارگردانی، فیلمنامه، فضاسازی و موسیقی آن را تحسین کردند. احضار بیش از ۳۱۹ میلیون دلار در برابر بودجه ۲۰ میلیون دلاری فروش داشت و دنباله‌ای به احضار ۲ در ۱۰ ژوئن ۲۰۱۶ منتشر شد.

## داستان
خانواده پِرون (Perron) در سال ۱۹۷۱ به یک عمارت بزرگ و قدیمی در روستایی در ایالت رود آیلند اسباب‌کشی می‌کنند. کمی بعد، آنها متوجه می‌شوند که امارت توسط قدرتی ناشناخته و خطرناک تسخیر شده‌است. مادر خانواده نیز ملتمسانه از دو متخصص مسائل ماوراءالطبیعه به نام‌های اِد و لورِین وارِن، طلب کمک می‌کند.
رشته اصلی این داستان در فیلم احضار ۲ تکمیل می‌شود.

## بازیگران
- پاتریک ویلسون در نقش اد وارن
- ویرا فارمیگا در نقش لورین وارن
- ران لیوینگستون در نقش راجر پرون
- لیلی تیلور در نقش کرولین پرون
- جوئی کینگ در نقش کریستین پرون
- شنلی کسول در نقش آندرا پرون
- هیلی مک‌فارلند در نقش ننسی پرون
- مک‌کنزی فوی در نقش سیندی پرون
- استرلینگ جرینز در نقش جودی وارن
- شانون کوک در نقش درو توماس
- جان بروترتون در نقش برد همیلتون
- استرلینگ جرینز در نقش جودی وارن
- ماریون گیوت در نقش جورجیانا موران
- استیو کولتر در نقش پدر گوردون
- جوزف بیشارا در نقش بتشیبا شرمن
- مورگانا می در نقش دبی
- امی تیپتون در نقش کامیلا
- زک پاپاس در نقش ریک
- کریستف ویلون در نقش موریس تریو

## قسمت دوم
احضار ۲ به کارگردانی جیمز وان در سال ۲۰۱۶ منتشر شد.

## قسمت سوم
احضار: شیطان مرا وادار کرد به کارگردانی مایکل چاوز و تهیه‌کنندگی مشترک جیمز وان و پیتر سفرن در سال ۲۰۲۱ منتشر شد.